# Нововоздвиженка (Красноярский край)
Нововоздвиженка — упразднённая деревня в Нижнеингашском районе Красноярского края. Входила в состав Стретенского сельсовета Упразднена в 2021 г.

## География
Деревня находится в восточной части края, в пределах таёжной лесорастительной зоны, к западу от реки Атагаш, на расстоянии приблизительно 27 километров (по прямой) к северу от Нижнего Ингаша, административного центра района. Абсолютная высота — 269 метров над уровнем моря.
Климат
Климат характеризуется как резко континентальный, с продолжительной морозной малоснежной зимой и коротким жарким летом. Зима продолжается в течение 6-7 месяцев. Абсолютный минимум температуры воздуха составляет −51 °C (по данным метеостанции г. Канска). Продолжительность периода с температурой более 10˚С составляет 100—110 дней. Среднегодовое количество атмосферных осадков составляет 484 мм.

## История
Основана в 1907 года. По данным 1926 года в деревне Байкалова имелось 38 хозяйств и проживало 217 человек (97 мужчин и 120 женщин). В национальном составе населения того периода преобладали белорусы. В административном отношении входила в состав Ново-Александровского сельсовета Нижне-Ингашского района Канского округа Сибирского края.

## Население
| 1989 | 2002 | 2010 |
| ---- | ---- | ---- |
| 73   | ↘0   | →0   |